# Ledenjak
Ledenjak je veliko postojano tijelo od leda. Ako potječe na kopnu, ledenjak polako putuje zbog naprezanja, koje izaziva njegova težina. Može ga se prepoznati po pukotinama koje nastaju zbog njegovog kretanja. Kao posljedica njegovog kretanja, ledenjak pokupi sa sobom komade stijenja i prašine, što dovodi do oblika zemljišta kao cirk i morena. Ledenjak se stvara na mjestima gdje je skupljanje snijega veće od njegovog topljenja i nakon desetljeća i stoljeća, zbijeni snijeg se pretvara u led. Ledenjak se razlikuje od morskog ili jezerskog leda, koji se stvara zaleđivanjem morske ili slatke vode. 
Glaciologija je znanost o ledenjacima ili općenitije znanost o ledu i prirodnim pojavama vezanima za led. Riječ glečer dolazi iz latinskog glacies što označava led ili mraz. Ledenjaci su važan dio kriosfere, a to je pojam koji opisuje sva područja na Zemlji, gdje je voda pretvorena u kruti oblik, uključujući osim ledenjaka i morski led, jezerski led, sniježni pokrivač, ledeni pokrivač, smrznutu zemlju (permafrost). 
Na Zemlji, 99 % leda iz ledenjaka se nalazi u ledenom pokrivaču u polarnim regijama, ali se ledenjaci mogu naći i na svakom kontinentu, osim Australije. U tropima se ledenjaci mogu naći samo na najvišim planinama.
Ledenjaci su najveći spremnici slatke vode na Zemlji. Mnogi ledenjaci skupljaju vodu za vrijeme hladne sezone, a u toploj sezoni otpuštaju vodu, koja je vrlo važna za ljude u tim krajevima, životinje i biljke. 
Ledenjaci se smatraju među najosjetljivijim pokazateljima klimatskih promjena i globalnog zatopljenja. Njihova veličina se određuje ravnotežom masa između ulaza snijega i izlaza otopljenog leda.

## Karakteristike
Kamenje i ostali naplavni materijal koji ledenjak pokupi putem, pretvaraju se u veliku strugalicu koja dubi stijene u dolinama i odnosi sve pred sobom ostavljajući karakteristični oblik slova U. Ledenjaci koji na svom putu putuju prema moru na taj način stvaraju fjordove, duboke, dugačke i uske rukavce. Tijekom posljednjeg ledenog doba, koje je završilo prije desetak tisuća godina, područja sjeverne Europe, sjeverne Euroazije i velikim djelom Sjeverne Amerike su bila duboko zakopana pod velikim ledenim pločama, od koji su neke bile debele čak do jednog kilometra. Upravo na tim područjima danas su najuočljiviji tragovi djelovanja ledenjaka kroz povijest.

## Vrste ledenjaka
Ledenjaci se mogu ravrstati na mnogo načina, ovisno o obliku, toplinskim svojstvima ili ponašanju. Alpski ledenjaci ili planinski ledenjaci oblikuju vrhove i padine planina. Veći ledenjaci mogu pokriti cijeli planinski lanac ili vulkan, pa ih zovemo ledena kapa ili ledeno polje, kao što je ledenjak Juneau Icefield. Ledene kape imaju svoje odvode ledenjaka, jezik leda koji se spušta sve do doline, daleko od glavne ledene gomile. 
Ledeni pokrivači ili kontinentalni ledenjaci, pokrivaju više od 50 000 km2. Na nekim mjestima mogu biti duboki i nekoliko kilometara. Ledeni pokrivači se nalaze na Antarktici i Grenlandu. Ta područja sadrže ogromnu količinu slatke vode. Kada bi se sav led s Grenlanda otopio, razina mora bi porasla za 6 metara. Kada bi se sav led s Antartike otopio, razina mora bi porasla za 65 metara.Ledene police su područja plutajućeg leda, obično na granicama ledenog pokrivača. Oni su nešto manji, imaju vrlo mali nagib i kreću se vrlo sporo. Ledene rijeke se kreću velikim brzinama. Mogu biti duge i nekoliko stotina kilometara. Obično ledene rijeke završavaju kao ledene police. Plimni ledenjaci su ledenjaci koji završavaju u moru. Kada stignu do mora, komadi ledenjaka se lome, stvarajući ledene sante. Većina plimnih ledenjaka se lome iznad razina mora, što stvara strahovita prskanja prilikom pada u more. Ova vrsta ledenjaka je manje osjetljiva na klimatske promjene. 

## Oblikovanje
Ledenjaci se stvaraju kada je prikupljanje snijega veće od njegovog odnošenja i topljenja. Kako je količina leda sve veća, dolazi do točke gdje se počinje kretati, zbog kombinacije nagiba podloge, težine i tlaka snijega i leda na podlogu. Na strmim podlogama to se može dogoditi i s 15 metara debljinom. Snijeg koji stvara umjereni ledenjak, podložan je ponavljanju topljenja i zaleđivanja, što dovodi do stvaranja velikih granula. U dubljem dijelu ledenjaka, te granule se pod pritiskom pretvaraju u led. Ledenjak ima nešto manju gustoću od samog leda, jer i slojevi zraka su uhvaćeni unutar ledenjaka, tako da se u ledu mogu vidjeti mjehurići zraka. 
Plava boja ledenjaka dolazi od slične pojave kao i kod plave boje mora. Kod molekula vode dolazi do laganog upijanja crvenog dijela spektra svjetlosti, zbog OH dijela molekule koji strši.

## Anatomija ledenjaka
Dio od kojeg ledenjaka potječe se naziva glava ledenjaka. On završava s podnožjem ili završetkom ledenjaka. Ledenjaci su podijeljeni u područja, ovisno gdje se snijeg taloži i dijela gdje se topi. Ravnotežna linija dijeli ledenjak na područje gomilanja i područje odnošenja. Područje suhog snijega je dio gdje se ne javlja topljenje, čak i za najtoplijeg vremena. Područje cijeđenja je dio gdje se ledenjak topi. Područje mokrog snijega je dio koji dostiže 0 °C.
Područje gomilanja obično sadrži for 60-70% ledenjaka. Dubina leda u području gomilanja stvara tlak na podlogu, dovoljno da izazove eroziju zemljišta. Nakon što ledenjak nestane, nastaju ljevkasti oblici poput amfiteatra (geološki – izostatičke depresije), kao što su nastala Velika jezera ili mali planinski bazeni, koji se nazivaju cirk. 
“Zdravlje” ledenjaka se obično utvrđuje s određivanjem ravnoteže ledenjačke mase. “Zdravi” ledenjak obično treba imati više od 60% područja gomilanja, nakon završetka sezone topljenja. 
Nakon završetka Malog ledenog doba oko 1850., ledenjaci na Zemlji su se znatno povukli. Mali period hlađenja, od 1950. do 1985., dovelo je do povećanja alpskih ledenjaka. Od 1985. do danas, povlačenje ledenjaka je sve prisutno u svijetu.

## Kretanje
Ledenjaci se kreću, ili teku, zbog sila gravitacije i unutrašnjih deformacija leda. Led se ponaša kao kruta tvar, koja se lako lomi, sve dok ne dostigne debljinu od 50 metara. S većom debljinom, javlja se veći tlak na led i dolazi do plastičnog tečenja. Na molekularnom nivou, led se sastoji od nabijenih slojeva molekula, s dosta slabom vezom između slojeva. Kada naprezanja postanu veća od veze između slojeva, slojevi se kreću različitim brzinama.
Sljedeća vrsta kretanja je temeljno klizanje. Ledenjak kliže po terenu na kojem je nastao, uz podmazivanje s tekućom vodom. Kako se tlak povećava na temelje ledenjaka, točka topljenja se smanjuje, pa se led više topi. Trenje između leda i stijena stvara isto dodatnu toplinu, koja doprinosi većem topljenju leda. Ovaj način klizanja prevladava kod umjerenih ledenjaka, i klizanje je sve veće što je debljina ledenjaka veća. Klizanje je veće i ako je nagib terena veći.

### Područje loma i pukotine
Gornjih 50 metara ledenjaka, koji je pod manjim pritiskom i koji je krući, obično se zove područje loma, i uglavnom se kreće kao jedno tijelo, iznad donjeg dijela, u kojem su više plastične deformacije, s manje loma, tako da omogućuju cijelom ledenjaku da se kreće kao viskozni fluid. Kako se ledenjak kreće niz padinu, tako i nagib padine oblikuje gornju površinu ledenjaka. Gornji dijelovi ledenjaka su više krti, pa se u tom području javljaju duboke pukotine. 
Pukotine su rijetko više od 45 metara, iako mogu biti i 300 metara duboke. Uzdužne pukotine prate kretanje ledenjaka, dok granične pukotine nastaju uz rubove ledenjaka, gdje su i brzine manje. Poprečne pukotine obično nastaju kada podloga ima stepenasti oblik, pa se donji dio ubrzava. 
Pukotine mogu prelazak učiniti vrlo opasnim. Meki snijeg može zatvoriti pukotine i napraviti sniježne mostove, tako da skrivaju opasnu pukotinu ispod sebe. Pukotine mogu stvoriti i jezerca unutar ledenjaka.

### Brzina
Brzina kretanja ledenjaka djelomično ovisi o trenju između leda i stijena, koje može usporiti donji dio. Kod alpskih ledenjaka, trenje stvara i bočne zidove, koji usporavaju središnji dio. 
Srednja brzina ledenjaka se dosta razlikuje. U nekim dijelovima se može čak i zaustaviti, pa mogu narasti i drveće, kao što ima slučajeva na Aljaski. U nekim slučajevima, brzina može biti 20 do 30 metara u danu, kao što je kod ledenjaka Jakobshavn Isbræ na Grenlandu, ili 2 do 3 metra dnevno, kao što je kod najvećeg ledenjaka na svijetu, Byrd na Antarktici. Kod nekih ledenjaka se javlja razlika u brzini, vjerojatno ako podloga popusti, onda dođe do ubrzanja. 
Kod ledenjaka koji se kreću brže od 1 kilometar u godini, pojavljuju se ledenjački zemljotresi, koji mogu dostići snagu i do 6,1. Brojni ledenjaci na Grenlandu, izazivaju zemljotrese u srpnju, kolovozu i rujnu. Jedna studija je pokazala da se broj tih zemljotresa povećao od 1993. do 2005. 
Seizmički valovi se stvaraju kod ledenjačke rijeke Whillans na Antarktici, velike i brze rijeke leda koja ulazi u more. Dvije erupcije seizmičkih valova se primjećuje svaki dan, tako da se može zaključiti da nastaju zbog morskih mijena. Oni se mogu snimiti čak i u Australiji, na udaljenosti od 6 400 km.

### Ogive
Ogive su izmjenične tamne i svijetle trake leda, koje se primjećuju na uskim valovitim vrhovima i udubinama, na površini ledenjaka. One se javljaju ispod leda koji se kreće u raznim smjerovima. Vjeruje se da pojedine trake nastaju godišnje, zbog različite brzine leda i novog sloja snijega koji padne.

## Zemljopis
Ledenjaci se javljaju na svim kontinentima i u otprilike 47 država. Veliki ledenjaci se mogu naći na Antartici, Patagoniji, Kanadi, Aljaski, Grenlandu i Islandu. Planinski ledenjaci su prisutni na Andama, Himalajama, Stjenjaku, Kavkazu i Alpama. U Australiji danas nema ledenjaka, ali ih ima dosta na Tasmaniji. Novi Zeland ima dosta ledenjaka, dok Nova Gvineja ima mali ledenjak, koji sve više nestaje.  U Africi je ledenjak na planini Kilimandžaro, na planini Kenija i planinskom lancu Ruwenzori. 
Neka područja na Arktiku, kao što su otoci Banks, te na Antartici, dolina McMurdo, se smatraju polarne pustinje, jer primaju izuzetno malo padalina snijega. Hladni zrak, za razliku od toplog, ne može nositi puno vode u sebi, pa i nema ledenjaka u tom području. Neke planine u Boliviji, Čileu i Argentini su visoke i hladne, ali nema dovoljno padalina da se stvori ledenjak, pogotovo zbog blizine pustinje Atacama. U Ekvadoru, na vulkanu Cayambe, postoji sniježni pokrivač, ali zbog velikog pada, ne može se stvoriti ledenjak.

## Ledenjačka geologija
Stijene i talog postaju dio ledenjaka kroz razne postupke, ali najviše kroz dva postupka: abrazija (brušenje) i čupanje. Kako se ledenjak kreće iznad stijena, on omekša i podigne blok stijene i nosi sa sobom. Dio vode uđe u stijenu i smrzne se, blok stijene ili manji komadi puknu, a kretanje ledenjaka ih povlači za sobom. Mali komadi stijena, koji se smrznu u ledenjaku, djeluju kao sitan pijesak u brusnom papiru. Kako se ledenjak kreće, mali komadi stijena u ledu, bruse i usitnjavanju stijenu na podlozi, stvarajući “kameno brašno”, koje može biti veličine 0,002 do 0,006 mm. Ponekad je količina kamenog brašna vrlo velika, pa voda koja se topi bude sive boje. 
U alpskim krajevima, erozija stijena dovodi do stepenastog izgleda stijena. Ponekad se na stijenama vide žljebovi, ako ledenjak struže s blokom stijene. Ako se prate žljebovi na stijenama, može se zaključiti kako se ledenjak nekad kretao. 
Stupanj erozije ovisi o dosta faktora, ali uglavnog 6 ih je najznačajnijih:
- brzina kretanja ledenjaka
- debljina leda
- oblik, brojnost i tvrdoća komadića stijena u ledu, na dnu ledenjaka
- mekoća ili tvrdoća stijene po kojoj ledenjak je klizio
- toplinski uvjeti na dnu ledenjaka (podmazivanje)
- popustljivost i pritisak vode na podlogu stijena

Materijal koji je postao sastavni dio ledenjaka je odnesen s ledenjakom, otprilke kao i područje odnošenja u ledenjaku. Ledenjački nanos je uglavnom dvije vrste:
- ledenjačka oranica: materijal je direktno nanesen s ledom. Oranica uključuje mješavinu različitih veličina materijala, od kamenih blokova do gline, i tipična je za morena
- riječni nanos; nanosi su položeni vodom i oni su slojeviti, pa su različite veličine razvrstane po slojevima.

Veliki komadi stijena koji su zaglavljeni u nanos materijala, obično ze zovu “ledenjačkim lutalicama” i ponekad su korisni da se otkrije odakle je ledenjak došao. 

### Morena
Ledenjačka morena su stvorena nanosom materijala iz ledenjaka, koji se povukao. To se obično vidi po linijskim nasipima, mješavini stijena, šljunka i prašine. Po graničnim nasipima može se zaključiti veličina bivšeg ledenjaka. Prema brazdama se može zaključiti smjer kretanja ledenjaka. 

### Mali grebeni
Mali grebeni su nesimetrična brdašca u obliku čamca, aerodinamičkog oblika, koji su nastali iz ledenjačkih brazdi. Mogu biti 15 do 50 metara visoki, a dugi i do jednog kilometra. Ponekad se mogu naći i velika polja s malim grebenima. Vjeruje se da su nastali od velikih ledenjaka, gdje je pod velikim pritiskom došlo do plastičnog tećenja materijala.

### Ledenjačke doline
Prije stvaranja ledenjaka, doline imaju obično V oblik, stvoren erozijom vode prema dolje. Nakon pojave ledenjaka, te doline se proširuju, oblikujući U oblik. Osim toga, doline postaju dosta ravnije zbog erozije. Kod nekih dolina, dolazi do produbljivanja tla, pa se stvaraju mala ledenjačka jezera.
Veliko udubljenje u dolini, koje stvori ledenjak, se naziva cirk. Ima zdjelast oblik, sa strminama na tri strane doline i jedan dio otvoren, gdje se ledenjak spuštao. Ako su bila dva cirka, između njih nastaje obično planinski prijevoj.
Ledenjaci su isto stvorili fjordove, s dubokim uvalama ili izlazima ledenjaka.

### Piramidalni vrh
Ravne kreste s oštrim krajevima se zovu prijevoji. Sudarom 3 ili više prijevoja nastali su piramidalni vrhovi ili s oštrim nagibom se nazivaju rogovi. 

### Aluvijalna slojevitost
Voda koja je nastajala iz ledenjaka, odnosila je erozivni material ponekad vrlo daleko. To je nanošenje materijala bilo slojevito, tako da je najsitniji material bio na kraju. Tako su nastale aluvijalne doline. Za njih su karakteristični i kotlovi, male udubine nastale zbog kamenih blokova, koji su zaglavili. Oni mogu biti duboki i do 45 m.

### Nanosi u dodiru s ledom
Kada se ledenjak na krajevima smanjio, njegov tok je stao. U isto vrijeme, otopljena voda je nastavila teći, pa je ponekad na tim mjestima ostavila stupove, terase ili nakupine. Ta vrsta nanosa se zove nanos u dodiru s ledom. 

### Nanošenje lesa ili prapora
Sitni nanosi ili kameno brašno je često vjetar raznosio na velike udaljenosti. Ponekad taj eolski les ili prapor može biti vrlo dubok, čak i stotinjak metara.

### Izostatični odskok
Rast dijelova prijevoja se javlja zbog izostatičke ravnoteže. Velika masa, kao što je ledenjak, tlači Zemljinu koru i razmiče dio Zemljinog plašta ispod. Uleknuće iznosi oko 1/3 debljine leda. Nakon što se ledenjak otopi, Zemljin plašt se vraća u početni položaj, gurajući Zemljinu koru prema gore. Taj odskok nakon topljenja ledenjaka se trenutno mjerljivo javlja u Skandinaviji i u području Velikih jezera.

## Ledenjaci na Marsu
Velika polarna ledena kapa na Marsu, pokazuje neka ledenjačka svojstva. Posebno južna polarna kapa pokazuje ta svojstva. Marsevi ledenjaci nastaju zbog tanke atmosfere Marsa. Zbog vrlo niskog atmosferskog pritiska, odnošenje materijala se dešava više zbog sublimacije, ne topljenja. Pretpostavlja se da su ledenjaci, slično kao na Zemlji, pokriveni sa slojevima stijenja, koji izoliraju led ispod.

## Zanimljivosti

### Najduži ledenjaci na svijetu
- Lambert, Australski teritorij na Anktartici, dužina: 402 km, širina: do 64 km
- Peterman, sjeverni Grenland, Dužina 200 km
- Beardmore, Novozelandski teritorij na Antarktici, dužina: 200 km
- Hispar-Biafo, gorje Karakorum u Pakistanu, dužina: 120 km, širina: do 3,2 km
- Hubbard, gorje St. Elias na Aljaski, SAD, dužina: 114 km
- Humboldt, Grenland, dužina 114 km, širina: 95 km pri kraju ledenjaka
- Koettlitz, gorje Royal Society na Novozelandskom teritoriju na Antarktici, dužina: 85 km, širina oko 13 km pri kraju ledenjaka

### Najpoznatiji svjetski ledenjaci
- Ledenjak Aletsch, Švicarska
- Ledenjak Mer de Glace, Francuska
- Ledenjak Morteratsch, Švicarska
- Ledenjak Gangotri, Indija
- Ledenjak Franz Josef, Novi Zeland
- Ledenjak Boulder, Sjedinjene Američke Države
- Ledenjak Grinnell, Sjedinjene Američke Države
- Ledenjak Furtwängler, Tanzanija
- Ledenjak Jakobshavn, Grenland
- Ledeni greben Larsen, Antarktika

## Vanjske poveznice
- Ledenjaci  Arhivirana inačica izvorne stranice od 10. kolovoza 2007. (Wayback Machine)
- Glaciers  Arhivirana inačica izvorne stranice od 16. siječnja 2007. (Wayback Machine) eng.